# 小島章利
小島 章利（こじま あきとし、1963年〈昭和38年〉5月30日 - ）は、日本の実業家。株式会社コジマ相談役。

## 経歴
- 1955年 - 父の小島勝平が栃木県宇都宮市にて小島電気商会を創業。
- 1963年
  - 栃木県宇都宮市に生まれる。
  - 小島電気商会が法人化して株式会社コジマに改組。
- 1987年 - 東海大学政経学部経営学科卒業。
- 1992年 - 株式会社とりせん代表取締役社長（当時）・前原章宏の娘と結婚。
- 1997年 - 家電量販店売上高日本一を達成。
- 2001年 - 家電量販店初の売上高5,000億円超を達成。
- 2002年 - 株式会社コジマ2代目代表取締役社長に就任（当時38歳）。
- 2007年 - 父で前社長の小島勝平コジマ会長が逝去。
- 2008年 - コジマ全国出店を達成
- 2010年 - 株式会社代表取締役会長に就任。
- 2012年
  - 株式会社コジマが株式会社ビックカメラと業務提携。
  - 株式会社コジマ相談役に就任[1]。

## 関連事項
- コジマ
- 小島勝平（父・1936年〈昭和11年〉1月28日 - 2007年〈平成19年〉4月24日）
- 小島金平（伯父）
- とりせん
- 前原章宏（義父）
- 前原宏之（義弟・1970年（昭和45年）- ）
- ＫＰＯ